# Citizen (группа)
Citizen — американская рок-группа из юго-восточного Мичигана и северо-западного Огайо, образованная в 2009 году. В настоящее время группа состоит из Мэтта Керекеса (вокал), братьев Ника (соло-гитара) и Эрика Хэмма (бас), Мейсона Мерсера (ритм-гитара) и Бена Рассина (ударные). В настоящее время они подписали контракт с Run for Cover Records и выпустили пять студийных альбомов: Youth (2013), Everybody Is Going to Heaven (2015), As You Please (2017), Life in Your Glass World (2021) и Calling the Dogs (2023). Считаясь частью четвертой волны эмо, Pitchfork описывает Citizen как «группу, с которой их фанаты могут вырасти, а не из которой могут вырасти».

## Характеристики
Стиль
Биограф AllMusic Джейсон Лимангровер назвал звучание группы слиянием «напыщенного эмо-попа, постхардкора и плотного, грубого инди-рока». Группу также описывали как инди-рок и софт-гранж. Youth (2013) описывали как эмо, поп-панк, постхардкор и панк-рок. Everybody Is Going to Heaven (2015) описывали как альтернативный рок, эмо и шугейз. Citizen описывали как многожанровую, но в интервью Cosmos Gaming 2013 года гитарист Ник Хэмм заявил, что, хотя люди правы, приписывая эти жанры их группе, он рассматривает Citizen просто как рок-группу.

## Дискография
Студийные альбомы
- Youth (2013)[15][16]
- Everybody Is Going to Heaven (2015)
- As You Please (2017)
- Life in Your Glass World (2021)
- Calling the Dogs (2023)

Мини-альбомы
- Young States (2011)

Сплиты
- The Only Place I Know (split w/ The Fragile Season) (2011)
- Citizen / Turnover (split w/ Turnover) (2012)[17][18]

Синглы
- "Silo" (2014)[19]
- "Nail in Your Hand" (2015)
- "Jet" (2017)[20]
- "Open Your Heart" (2018)
- "Big Mouth" (2019)
- "Clox" (2020)
- "I Want to Kill You" (2021)
- "Blue Sunday" (2021)
- "Black and Red" (2021)
- "Bash Out" (2022)
- "If You're Lonely" (2023)
- "Hyper Trophy" (2023)
- "When I Let You Down" (2023)
- "Can't Take It Slow" (2023)

Прочее
- Demo (2009)